# Catocala lupina
Catocala lupina és una espècie de papallona nocturna de la subfamília Erebinae i la família Erebidae. Es troba des del sud-est d'Europa al sud-oest de Sibèria, Àsia Menor i Transcaucàsia.
Els adults volen de juliol a primers de setembre.
Les larves s'alimenten d'espècies de Salix i Populus.

## Subespècies
- Catocala lupina lupina
- Catocala lupina kastshenkoi Sheljuzhko, 1943 (Transcaucàsia)